# Collegio elettorale di Alghero II
Il collegio elettorale di Alghero II è stato un collegio elettorale uninominale del Regno di Sardegna. Fu istituito con il Regio editto del 17 marzo 1848.

## Dati elettorali
Nel collegio si svolsero votazioni per cinque legislature. In seguito, per effetto della legge 27 gennaio 1856 il Collegio si denominò collegio di Tiesi.

### I legislatura
Le votazioni si svolsero in 222 collegi uninominali a doppio turno. Come previsto dal decreto n. 680 del 17 marzo 1848, era eletto al primo turno il candidato che «riunisce in suo favore più del terzo dei voti del total numero dei membri componenti il collegio e più della metà dei suffragi dati dai votanti presenti all'adunanza» (art. 92). Se nessun candidato era eletto, al ballottaggio tra i due candidati con più voti era eletto chi otteneva il maggior numero di voti (art. 93) o, in caso di ugual numero di voti, il maggiore d'età (art. 94).
| Partito                            | Partito                            | Candidato                          | Risultati 17 aprile 1848 | Risultati 17 aprile 1848 |
| Partito                            | Partito                            | Candidato                          | Voti                     | %                        |
| ---------------------------------- | ---------------------------------- | ---------------------------------- | ------------------------ | ------------------------ |
|                                    | —                                  | Enrico Garau                       | 114                      | 90,48                    |
|                                    | —                                  | Francesco Guillot                  | 12                       | 9,52                     |
|                                    |                                    |                                    |                          |                          |
| Iscritti                           | Iscritti                           | Iscritti                           | 252                      | 100,00                   |
| ↳ Votanti (% su iscritti)          | ↳ Votanti (% su iscritti)          | ↳ Votanti (% su iscritti)          | 149                      | 59,13                    |
| ↳ Voti validi (% su votanti)       | ↳ Voti validi (% su votanti)       | ↳ Voti validi (% su votanti)       | 126                      | 84,56                    |
| ↳ Schede non valide (% su votanti) | ↳ Schede non valide (% su votanti) | ↳ Schede non valide (% su votanti) | 23                       | 15,44                    |
| ↳ Astenuti (% su iscritti)         | ↳ Astenuti (% su iscritti)         | ↳ Astenuti (% su iscritti)         | 103                      | 40,87                    |

L'elezione fu annullata il 12 maggio 1848 per ineleggibilità e il collegio fu riconvocato.
| Partito                            | Partito                            | Candidato                          | Primo turno 26 giugno 1848 | Primo turno 26 giugno 1848 | Ballottaggio 27 giugno 1848 | Ballottaggio 27 giugno 1848 |
| Partito                            | Partito                            | Candidato                          | Voti                       | %                          | Voti                        | %                           |
| ---------------------------------- | ---------------------------------- | ---------------------------------- | -------------------------- | -------------------------- | --------------------------- | --------------------------- |
|                                    | —                                  | Cristoforo Mameli                  | 54                         | 54,55                      | 55                          | 60,44                       |
|                                    | —                                  | Francesco Guillot                  | 45                         | 45,45                      | 36                          | 39,56                       |
|                                    |                                    |                                    |                            |                            |                             |                             |
| Iscritti                           | Iscritti                           | Iscritti                           | 252                        | 100,00                     | 252                         | 100,00                      |
| ↳ Votanti (% su iscritti)          | ↳ Votanti (% su iscritti)          | ↳ Votanti (% su iscritti)          | 100                        | 39,68                      | 92                          | 36,51                       |
| ↳ Voti validi (% su votanti)       | ↳ Voti validi (% su votanti)       | ↳ Voti validi (% su votanti)       | 99                         | 99,00                      | 91                          | 98,91                       |
| ↳ Schede non valide (% su votanti) | ↳ Schede non valide (% su votanti) | ↳ Schede non valide (% su votanti) | 1                          | 1,00                       | 1                           | 1,09                        |
| ↳ Astenuti (% su iscritti)         | ↳ Astenuti (% su iscritti)         | ↳ Astenuti (% su iscritti)         | 152                        | 60,32                      | 160                         | 63,49                       |

Il 24 luglio 1848 l'onorevole Mameli optò per il collegio di Cagliari III. Il collegio fu riconvocato.
| Partito                            | Partito                            | Candidato                          | Primo turno 30 settembre 1848 | Primo turno 30 settembre 1848 | Ballottaggio 1 ottobre 1848 | Ballottaggio 1 ottobre 1848 |
| Partito                            | Partito                            | Candidato                          | Voti                          | %                             | Voti                        | %                           |
| ---------------------------------- | ---------------------------------- | ---------------------------------- | ----------------------------- | ----------------------------- | --------------------------- | --------------------------- |
|                                    | —                                  | Francesco Cugia Delitala           | 32                            | 80,00                         | 49                          | 100,00                      |
|                                    | —                                  | Francesco Cossu                    | 8                             | 20,00                         | 0                           | 0,00                        |
|                                    |                                    |                                    |                               |                               |                             |                             |
| Iscritti                           | Iscritti                           | Iscritti                           | 252                           | 100,00                        | 252                         | 100,00                      |
| ↳ Votanti (% su iscritti)          | ↳ Votanti (% su iscritti)          | ↳ Votanti (% su iscritti)          | 40                            | 15,87                         | 49                          | 19,44                       |
| ↳ Voti validi (% su votanti)       | ↳ Voti validi (% su votanti)       | ↳ Voti validi (% su votanti)       | 40                            | 100,00                        | 49                          | 100,00                      |
| ↳ Schede non valide (% su votanti) | ↳ Schede non valide (% su votanti) | ↳ Schede non valide (% su votanti) | 0                             | 0,00                          | 0                           | 0,00                        |
| ↳ Astenuti (% su iscritti)         | ↳ Astenuti (% su iscritti)         | ↳ Astenuti (% su iscritti)         | 212                           | 84,13                         | 203                         | 80,56                       |

### II legislatura
Le votazioni si svolsero in 222 collegi uninominali a doppio turno con la stessa normativa precedente (al primo turno un numero di voti maggiore di un terzo degli iscritti).
| Partito                            | Partito                            | Candidato                          | Primo turno 15 gennaio 1849 | Primo turno 15 gennaio 1849 | Ballottaggio 16 gennaio 1849 | Ballottaggio 16 gennaio 1849 |
| Partito                            | Partito                            | Candidato                          | Voti                        | %                           | Voti                         | %                            |
| ---------------------------------- | ---------------------------------- | ---------------------------------- | --------------------------- | --------------------------- | ---------------------------- | ---------------------------- |
|                                    | —                                  | Carlo Garibaldi                    | 50                          | 83,33                       | 64                           | 95,52                        |
|                                    | —                                  | Francesco Guillot                  | 5                           | 8,33                        | 3                            | 4,48                         |
|                                    | —                                  | Francesco Cugia Delitala           | 5                           | 8,33                        |                              |                              |
|                                    |                                    |                                    |                             |                             |                              |                              |
| Iscritti                           | Iscritti                           | Iscritti                           | 252                         | 100,00                      | 252                          | 100,00                       |
| ↳ Votanti (% su iscritti)          | ↳ Votanti (% su iscritti)          | ↳ Votanti (% su iscritti)          | 61                          | 24,21                       | 68                           | 26,98                        |
| ↳ Voti validi (% su votanti)       | ↳ Voti validi (% su votanti)       | ↳ Voti validi (% su votanti)       | 60                          | 98,36                       | 67                           | 98,53                        |
| ↳ Schede non valide (% su votanti) | ↳ Schede non valide (% su votanti) | ↳ Schede non valide (% su votanti) | 1                           | 1,64                        | 1                            | 1,47                         |
| ↳ Astenuti (% su iscritti)         | ↳ Astenuti (% su iscritti)         | ↳ Astenuti (% su iscritti)         | 191                         | 75,79                       | 184                          | 73,02                        |

L'elezione fu annullata il 6 febbraio 1849 perché il ballottaggio doveva essere fra Garibaldi e Cugia, che aveva ottenuti al primo scrutinio anche lui 5 voti, ma era maggiore d'età di Guillot. Il collegio fu riconvocato.
| Partito                            | Partito                            | Candidato                          | Primo turno 20 marzo 1849 | Primo turno 20 marzo 1849 | Ballottaggio 21 marzo 1849 | Ballottaggio 21 marzo 1849 |
| Partito                            | Partito                            | Candidato                          | Voti                      | %                         | Voti                       | %                          |
| ---------------------------------- | ---------------------------------- | ---------------------------------- | ------------------------- | ------------------------- | -------------------------- | -------------------------- |
|                                    | —                                  | Carlo Garibaldi                    | 34                        | 72,34                     | 42                         | 71,19                      |
|                                    | —                                  | Francesco Cugia Delitala           | 13                        | 27,66                     | 17                         | 28,81                      |
|                                    |                                    |                                    |                           |                           |                            |                            |
| Iscritti                           | Iscritti                           | Iscritti                           | 252                       | 100,00                    | 252                        | 100,00                     |
| ↳ Votanti (% su iscritti)          | ↳ Votanti (% su iscritti)          | ↳ Votanti (% su iscritti)          | 48                        | 19,05                     | 61                         | 24,21                      |
| ↳ Voti validi (% su votanti)       | ↳ Voti validi (% su votanti)       | ↳ Voti validi (% su votanti)       | 47                        | 97,92                     | 59                         | 96,72                      |
| ↳ Schede non valide (% su votanti) | ↳ Schede non valide (% su votanti) | ↳ Schede non valide (% su votanti) | 1                         | 2,08                      | 2                          | 3,28                       |
| ↳ Astenuti (% su iscritti)         | ↳ Astenuti (% su iscritti)         | ↳ Astenuti (% su iscritti)         | 204                       | 80,95                     | 191                        | 75,79                      |

L'elezione non fu convalidata per il sopravvenuto scioglimento della Camera.

### III legislatura
Le votazioni si svolsero in 204 collegi uninominali a doppio turno con la normativa del 1848 (al primo turno un numero di voti maggiore di un terzo degli iscritti).
| Partito                            | Partito                            | Candidato                          | Primo turno 22 luglio 1849 | Primo turno 22 luglio 1849 | Ballottaggio 23 luglio 1849 | Ballottaggio 23 luglio 1849 |
| Partito                            | Partito                            | Candidato                          | Voti                       | %                          | Voti                        | %                           |
| ---------------------------------- | ---------------------------------- | ---------------------------------- | -------------------------- | -------------------------- | --------------------------- | --------------------------- |
|                                    | —                                  | Carlo Garibaldi                    | 37                         | 56,92                      | 59                          | 56,19                       |
|                                    | —                                  | Giovanni Battista Spanu            | 28                         | 43,08                      | 46                          | 43,81                       |
|                                    |                                    |                                    |                            |                            |                             |                             |
| Iscritti                           | Iscritti                           | Iscritti                           | 261                        | 100,00                     | 261                         | 100,00                      |
| ↳ Votanti (% su iscritti)          | ↳ Votanti (% su iscritti)          | ↳ Votanti (% su iscritti)          | 83                         | 31,80                      | 110                         | 42,15                       |
| ↳ Voti validi (% su votanti)       | ↳ Voti validi (% su votanti)       | ↳ Voti validi (% su votanti)       | 65                         | 78,31                      | 105                         | 95,45                       |
| ↳ Schede non valide (% su votanti) | ↳ Schede non valide (% su votanti) | ↳ Schede non valide (% su votanti) | 18                         | 21,69                      | 5                           | 4,55                        |
| ↳ Astenuti (% su iscritti)         | ↳ Astenuti (% su iscritti)         | ↳ Astenuti (% su iscritti)         | 178                        | 68,20                      | 151                         | 57,85                       |

L'onorevole Garibaldi si dimise il 14 ottobre 1849. Il collegio fu riconvocato.
| Partito                            | Partito                            | Candidato                          | Primo turno 4 novembre 1849 | Primo turno 4 novembre 1849 | Ballottaggio 4 novembre 1849 | Ballottaggio 4 novembre 1849 |
| Partito                            | Partito                            | Candidato                          | Voti                        | %                           | Voti                         | %                            |
| ---------------------------------- | ---------------------------------- | ---------------------------------- | --------------------------- | --------------------------- | ---------------------------- | ---------------------------- |
|                                    | —                                  | Carlo Garibaldi                    | 33                          | 97,06                       | 37                           | 94,87                        |
|                                    | —                                  | Antonio Bolasco                    | 1                           | 2,94                        | 2                            | 5,13                         |
|                                    |                                    |                                    |                             |                             |                              |                              |
| Iscritti                           | Iscritti                           | Iscritti                           | 352                         | 100,00                      | 352                          | 100,00                       |
| ↳ Votanti (% su iscritti)          | ↳ Votanti (% su iscritti)          | ↳ Votanti (% su iscritti)          | 35                          | 9,94                        | 39                           | 11,08                        |
| ↳ Voti validi (% su votanti)       | ↳ Voti validi (% su votanti)       | ↳ Voti validi (% su votanti)       | 34                          | 97,14                       | 39                           | 100,00                       |
| ↳ Schede non valide (% su votanti) | ↳ Schede non valide (% su votanti) | ↳ Schede non valide (% su votanti) | 1                           | 2,86                        | 0                            | 0,00                         |
| ↳ Astenuti (% su iscritti)         | ↳ Astenuti (% su iscritti)         | ↳ Astenuti (% su iscritti)         | 317                         | 90,06                       | 313                          | 88,92                        |

L'elezione non fu convalidata per il sopravvenuto scioglimento della Camera.

### IV legislatura
Le votazioni si svolsero in 204 collegi uninominali a doppio turno con la normativa del 1848 (al primo turno un numero di voti maggiore di un terzo degli iscritti).
| Partito                            | Partito                            | Candidato                          | Risultati 13 dicembre 1849 | Risultati 13 dicembre 1849 |
| Partito                            | Partito                            | Candidato                          | Voti                       | %                          |
| ---------------------------------- | ---------------------------------- | ---------------------------------- | -------------------------- | -------------------------- |
|                                    | —                                  | Carlo Garibaldi                    | 126                        | 91,30                      |
|                                    | —                                  | Francesco Guillot                  | 12                         | 8,70                       |
|                                    |                                    |                                    |                            |                            |
| Iscritti                           | Iscritti                           | Iscritti                           | 352                        | 100,00                     |
| ↳ Votanti (% su iscritti)          | ↳ Votanti (% su iscritti)          | ↳ Votanti (% su iscritti)          | 153                        | 43,47                      |
| ↳ Voti validi (% su votanti)       | ↳ Voti validi (% su votanti)       | ↳ Voti validi (% su votanti)       | 138                        | 90,20                      |
| ↳ Schede non valide (% su votanti) | ↳ Schede non valide (% su votanti) | ↳ Schede non valide (% su votanti) | 15                         | 9,80                       |
| ↳ Astenuti (% su iscritti)         | ↳ Astenuti (% su iscritti)         | ↳ Astenuti (% su iscritti)         | 199                        | 56,53                      |

L'onorevole Garibaldi si dimise il 6 novembre 1850. Il collegio fu riconvocato.
| Partito                            | Partito                            | Candidato                          | Primo turno 24 novembre 1850 | Primo turno 24 novembre 1850 | Ballottaggio 25 novembre 1850 | Ballottaggio 25 novembre 1850 |
| Partito                            | Partito                            | Candidato                          | Voti                         | %                            | Voti                          | %                             |
| ---------------------------------- | ---------------------------------- | ---------------------------------- | ---------------------------- | ---------------------------- | ----------------------------- | ----------------------------- |
|                                    | —                                  | Antonio Bolasco                    | 24                           | 52,17                        | 52                            | 68,42                         |
|                                    | —                                  | Francesco Guillot                  | 11                           | 23,91                        | 24                            | 31,58                         |
|                                    | —                                  | Antonio Costa                      | 11                           | 23,91                        |                               |                               |
|                                    |                                    |                                    |                              |                              |                               |                               |
| Iscritti                           | Iscritti                           | Iscritti                           | 405                          | 100,00                       | 405                           | 100,00                        |
| ↳ Votanti (% su iscritti)          | ↳ Votanti (% su iscritti)          | ↳ Votanti (% su iscritti)          | 58                           | 14,32                        | 78                            | 19,26                         |
| ↳ Voti validi (% su votanti)       | ↳ Voti validi (% su votanti)       | ↳ Voti validi (% su votanti)       | 46                           | 79,31                        | 76                            | 97,44                         |
| ↳ Schede non valide (% su votanti) | ↳ Schede non valide (% su votanti) | ↳ Schede non valide (% su votanti) | 12                           | 20,69                        | 2                             | 2,56                          |
| ↳ Astenuti (% su iscritti)         | ↳ Astenuti (% su iscritti)         | ↳ Astenuti (% su iscritti)         | 347                          | 85,68                        | 327                           | 80,74                         |

Al ballottaggio fu ammesso il candidato Guillot, per la maggiore età. L'onorevole Bolasco morì il 28 novembre 1851. Il collegio fu riconvocato.
| Partito                            | Partito                            | Candidato                          | Primo turno 4 gennaio 1852 | Primo turno 4 gennaio 1852 | Ballottaggio 5 gennaio 1852 | Ballottaggio 5 gennaio 1852 |
| Partito                            | Partito                            | Candidato                          | Voti                       | %                          | Voti                        | %                           |
| ---------------------------------- | ---------------------------------- | ---------------------------------- | -------------------------- | -------------------------- | --------------------------- | --------------------------- |
|                                    | —                                  | Carlo Gerbino                      | 45                         | 65,22                      | 63                          | 65,62                       |
|                                    | —                                  | Stefano Sampol                     | 24                         | 34,78                      | 33                          | 34,38                       |
|                                    |                                    |                                    |                            |                            |                             |                             |
| Iscritti                           | Iscritti                           | Iscritti                           | 405                        | 100,00                     | 405                         | 100,00                      |
| ↳ Votanti (% su iscritti)          | ↳ Votanti (% su iscritti)          | ↳ Votanti (% su iscritti)          | 89                         | 21,98                      | 98                          | 24,20                       |
| ↳ Voti validi (% su votanti)       | ↳ Voti validi (% su votanti)       | ↳ Voti validi (% su votanti)       | 69                         | 77,53                      | 96                          | 97,96                       |
| ↳ Schede non valide (% su votanti) | ↳ Schede non valide (% su votanti) | ↳ Schede non valide (% su votanti) | 20                         | 22,47                      | 2                           | 2,04                        |
| ↳ Astenuti (% su iscritti)         | ↳ Astenuti (% su iscritti)         | ↳ Astenuti (% su iscritti)         | 316                        | 78,02                      | 307                         | 75,80                       |

### V legislatura
Le votazioni si svolsero in 204 collegi uninominali a doppio turno con la normativa del 1848 (al primo turno un numero di voti maggiore di un terzo degli iscritti).
| Partito                            | Partito                            | Candidato                          | Primo turno 8 dicembre 1853 | Primo turno 8 dicembre 1853 | Ballottaggio 9 dicembre 1853 | Ballottaggio 9 dicembre 1853 |
| Partito                            | Partito                            | Candidato                          | Voti                        | %                           | Voti                         | %                            |
| ---------------------------------- | ---------------------------------- | ---------------------------------- | --------------------------- | --------------------------- | ---------------------------- | ---------------------------- |
|                                    | —                                  | Domenico Piccinelli                | 43                          | 78,18                       | 73                           | 68,87                        |
|                                    | —                                  | Giovanni Vitelli Simon             | 12                          | 21,82                       | 33                           | 31,13                        |
|                                    |                                    |                                    |                             |                             |                              |                              |
| Iscritti                           | Iscritti                           | Iscritti                           | 324                         | 100,00                      | 324                          | 100,00                       |
| ↳ Votanti (% su iscritti)          | ↳ Votanti (% su iscritti)          | ↳ Votanti (% su iscritti)          | 127                         | 39,20                       | 126                          | 38,89                        |
| ↳ Voti validi (% su votanti)       | ↳ Voti validi (% su votanti)       | ↳ Voti validi (% su votanti)       | 55                          | 43,31                       | 106                          | 84,13                        |
| ↳ Schede non valide (% su votanti) | ↳ Schede non valide (% su votanti) | ↳ Schede non valide (% su votanti) | 72                          | 56,69                       | 20                           | 15,87                        |
| ↳ Astenuti (% su iscritti)         | ↳ Astenuti (% su iscritti)         | ↳ Astenuti (% su iscritti)         | 197                         | 60,80                       | 198                          | 61,11                        |

L'onorevole Piccinelli si dimise l'8 marzo 1851. Il collegio fu riconvocato.
| Partito                            | Partito                            | Candidato                          | Primo turno 9 aprile 1854 | Primo turno 9 aprile 1854 | Ballottaggio 10 aprile 1854 | Ballottaggio 10 aprile 1854 |
| Partito                            | Partito                            | Candidato                          | Voti                      | %                         | Voti                        | %                           |
| ---------------------------------- | ---------------------------------- | ---------------------------------- | ------------------------- | ------------------------- | --------------------------- | --------------------------- |
|                                    | —                                  | Giovanni Vitelli Simon             | 64                        | 65,31                     | 74                          | 63,25                       |
|                                    | —                                  | Giovanni Rossi                     | 34                        | 34,69                     | 43                          | 36,75                       |
|                                    |                                    |                                    |                           |                           |                             |                             |
| Iscritti                           | Iscritti                           | Iscritti                           | 318                       | 100,00                    | 318                         | 100,00                      |
| ↳ Votanti (% su iscritti)          | ↳ Votanti (% su iscritti)          | ↳ Votanti (% su iscritti)          | 109                       | 34,28                     | 118                         | 37,11                       |
| ↳ Voti validi (% su votanti)       | ↳ Voti validi (% su votanti)       | ↳ Voti validi (% su votanti)       | 98                        | 89,91                     | 117                         | 99,15                       |
| ↳ Schede non valide (% su votanti) | ↳ Schede non valide (% su votanti) | ↳ Schede non valide (% su votanti) | 11                        | 10,09                     | 1                           | 0,85                        |
| ↳ Astenuti (% su iscritti)         | ↳ Astenuti (% su iscritti)         | ↳ Astenuti (% su iscritti)         | 209                       | 65,72                     | 200                         | 62,89                       |

L'elezione fu annullata il 2 maggio 1851 poiché l'eletto aveva la carica di vice-console austriaco e napoletano. Il collegio fu riconvocato.
| Partito                            | Partito                            | Candidato                          | Primo turno 28 maggio 1854 | Primo turno 28 maggio 1854 | Ballottaggio 29 maggio 1854 | Ballottaggio 29 maggio 1854 |
| Partito                            | Partito                            | Candidato                          | Voti                       | %                          | Voti                        | %                           |
| ---------------------------------- | ---------------------------------- | ---------------------------------- | -------------------------- | -------------------------- | --------------------------- | --------------------------- |
|                                    | —                                  | Giovanni Vitelli Simon             | 66                         | 90,41                      | 70                          | 100,00                      |
|                                    | —                                  | Giovanni Rossi                     | 7                          | 9,59                       | 0                           | 0,00                        |
|                                    |                                    |                                    |                            |                            |                             |                             |
| Iscritti                           | Iscritti                           | Iscritti                           | 318                        | 100,00                     | 318                         | 100,00                      |
| ↳ Votanti (% su iscritti)          | ↳ Votanti (% su iscritti)          | ↳ Votanti (% su iscritti)          | 78                         | 24,53                      | 71                          | 22,33                       |
| ↳ Voti validi (% su votanti)       | ↳ Voti validi (% su votanti)       | ↳ Voti validi (% su votanti)       | 73                         | 93,59                      | 70                          | 98,59                       |
| ↳ Schede non valide (% su votanti) | ↳ Schede non valide (% su votanti) | ↳ Schede non valide (% su votanti) | 5                          | 6,41                       | 1                           | 1,41                        |
| ↳ Astenuti (% su iscritti)         | ↳ Astenuti (% su iscritti)         | ↳ Astenuti (% su iscritti)         | 240                        | 75,47                      | 247                         | 77,67                       |

L'onorevole Vitelli Simon si dimise il 10 dicembre 1855. Il collegio fu riconvocato.
| Partito                            | Partito                            | Candidato                          | Primo turno 8 gennaio 1856 | Primo turno 8 gennaio 1856 | Ballottaggio 9 gennaio 1856 | Ballottaggio 9 gennaio 1856 |
| Partito                            | Partito                            | Candidato                          | Voti                       | %                          | Voti                        | %                           |
| ---------------------------------- | ---------------------------------- | ---------------------------------- | -------------------------- | -------------------------- | --------------------------- | --------------------------- |
|                                    | —                                  | Antonio Costa                      | 65                         | 86,67                      | 76                          | 93,83                       |
|                                    | —                                  | Luigi Mo                           | 10                         | 13,33                      | 5                           | 6,17                        |
|                                    |                                    |                                    |                            |                            |                             |                             |
| Iscritti                           | Iscritti                           | Iscritti                           | 318                        | 100,00                     | 318                         | 100,00                      |
| ↳ Votanti (% su iscritti)          | ↳ Votanti (% su iscritti)          | ↳ Votanti (% su iscritti)          | 76                         | 23,90                      | 81                          | 25,47                       |
| ↳ Voti validi (% su votanti)       | ↳ Voti validi (% su votanti)       | ↳ Voti validi (% su votanti)       | 75                         | 98,68                      | 81                          | 100,00                      |
| ↳ Schede non valide (% su votanti) | ↳ Schede non valide (% su votanti) | ↳ Schede non valide (% su votanti) | 1                          | 1,32                       | 0                           | 0,00                        |
| ↳ Astenuti (% su iscritti)         | ↳ Astenuti (% su iscritti)         | ↳ Astenuti (% su iscritti)         | 242                        | 76,10                      | 237                         | 74,53                       |